# Hack 'n' slash
Hack 'n' slash er en type af rollespil, som lægger fokus på det at kæmpe. Spil med denne tilgang byggger ofte på, at der uddeles XP for at slå monstre ihjel eller finde skatte og indeholder desuden mange dungeon crawls og i visse tilfælde nogle quests.
Udtrykket bruges desuden indenfor actionrollespilsgenren.
| Spil | Spire Denne artikel om spil eller lege er en spire som bør udbygges. Du er velkommen til at hjælpe Wikipedia ved at udvide den. |